# 交響曲第11番 (ハイドン)
交響曲第11番 変ホ長調 Hob. I:11 は、フランツ・ヨーゼフ・ハイドンが作曲した交響曲。

## 概要
初期の交響曲のひとつであり、自筆楽譜は残っていないが、フュルンベルク・コレクションに信頼性の高い筆写譜が残っていることから、エステルハージ家以前、ボヘミアのモルツィン伯爵に仕えていた時期（1757年から1760年頃）の作品と考えられる。フュルンベルク・コレクションのホルンのパート譜にはハイドン本人による訂正の跡が見られる。

## 編成
オーボエ2、ホルン2、第1ヴァイオリン、第2ヴァイオリン、ヴィオラ、低音（チェロ、ファゴット、コントラバス）。

## 曲の構成
緩徐楽章ではじまる4楽章からなる、教会ソナタ風の作品である。演奏時間は約22分。ハイドンは主に初期に同様の構成を持つ交響曲をいくつか書いている（第5番、第18番（3楽章）、第21番、第22番、第34番、第49番『受難』）。
- 第1楽章 アダージョ・カンタービレ
変ホ長調、4分の2拍子、ソナタ形式。
弦楽器とホルンのみで演奏されるが、ホルンの出番は少ない。低音の伴奏に乗って、ゆったりした主題がまず第2ヴァイオリンにまず現れ、第1ヴァイオリンが4度上で応答する。全体に交響曲第18番の第1楽章と同様、トリオ・ソナタ風に書かれている[1]。第2主題は変ロ長調で、第2ヴァイオリンの3連符の伴奏に乗って第1ヴァイオリンに現れる。再現部の前半は短く切りつめられ、すぐに第2主題が登場する。

- 第2楽章 アレグロ
変ホ長調、2分の2拍子、ソナタ形式。

交響曲第13番の最終楽章と同じく、いわゆるモーツァルトの『ジュピター交響曲』の最終楽章の動機（ジュピター音型）に似た主題を持つ（ただし1音増えて5音になっている）。対位法的な進行が多く見られる。

- 第3楽章 メヌエット - トリオ
変ホ長調、4分の3拍子。
メヌエット主部は付点つきリズム、3連符、トリルなどを使った、はずんだ音楽である。トリオは変ロ長調で、弦楽器のみが使用される。後半ではいったん変ロ短調に転調する。

- 第4楽章 フィナーレ：プレスト
変ホ長調、4分の2拍子、ソナタ形式。
第2ヴァイオリンのトレモロに乗って、第1ヴァイオリンによるシンコペーションのリズムを持つ主題が出現する。